# Чуприна Валерій Олександрович
Вале́рій Олекса́ндрович Чупри́на (29 грудня 1981 — 17 квітня 2016) — сержант Збройних сил України, учасник російсько-української війни.

## Життєпис
Народився 1981 року в селі Костогризове (Цюрупинський район, Херсонська область).
У часі війни мобілізований 31 липня 2014 року, згодом підписав контракт на військову службу. Сержант 1-го батальйону, 28-ма окрема механізована бригада.
17 квітня 2016 року повертався на автомобілі «УАЗ-452» з передової, куди відвіз співслужбовців. На вулиці Чапаєва (околиця Станиці Луганської) автомобіль наїхав на фугас. Вибухом Валерія відкинуло майже на 20 метрів, загинув на місці.
20 квітня 2016-го похований в селі Костогризове.
Без Валерія лишилися мама, вагітна на той час дружина, двоє маленьких дітей.

## Нагороди та вшанування
- Указом Президента України № 258/2016 від 17 червня 2016 року «за особисту мужність і високий професіоналізм, виявлені у захисті державного суверенітету та територіальної цілісності України, вірність військовій присязі» — нагороджений орденом «За мужність» III ступеня (посмертно)[1].
- на будівлі Костогризівської школи встановлено меморіальну дошку Валерію Чуприні.